# Überflüssige Menschen (1926)
Überflüssige Menschen ist eine filmische Mischung aus Stummfilmgroteske und Sittenbild aus dem Jahre 1926. Unter der Regie von Alexander Rasumny spielen Eugen Klöpfer, Heinrich George, Albert Steinrück, Werner Krauß und Camilla von Hollay die Hauptrollen.

## Handlung
Russland, zur Zeit der Zarenherrschaft. Im Zentrum der Handlung stehen mehrere Kleinbürger mit ihren Sorgen und Nöten im vom großen Weltgeschehen abgekoppelten Schtetl in der tiefsten Provinz: es sind bodenständige Handwerker und Dienstleistende wie der Tischler Bronsa, der sich schon einmal Gedanken über die Sarggröße für seine sterbenskranke Frau macht, der Kutscher Balagula und der Schneider Sigajew. Alle drei Männer machen am Abend in der Dorfkapelle Musik. Es sind Typen, die sich dem Alkohol und handfesten Prügeleien hingeben, rohe und bisweilen abgestumpfte Kerle, oder wie der Titel verlautet: Überflüssige Menschen. Sigajew beispielsweise, der Bassgeiger im Dorforchester, wurde von seiner Frau verlassen. Sie ist mit einem windigen Zauberkünstler und Illusionisten auf und davon. Daraufhin fackelt Sigajew in seinem Kummer und Rausch sein eigenes Haus nieder und wird gerade noch vom Kutscher Balagula gerettet.
Auf dem Weg zu einer Verlobung trifft Sigajew beim Baden eine junge Dame. Wie kann er wissen, dass es sich dabei ausgerechnet um die Braut der anstehenden Veranstaltung handelt?! Jedenfalls werden beiden die Kleider gestohlen, woraufhin sich die Demoiselle ausgerechnet in seinem Geigenkasten versteckt. Auf abenteuerlichen Umwegen gelangt nun jener Geigenkasten mit eben jener unbekleideten Braut in Nöten – zu allem Unglück auch noch die Tochter des Bürgermeisters! – auf ihre eigene Verlobungsfeier. Prompt entsteigt die Nackte dem Instrumentengehäuse vor den Augen aller Verlobungsanwesenden. Skandal!! Zur selben Zeit schläft der betrunkene Bassgeiger, dem ja ebenfalls seine Garderobe entwendet wurde, seinen Rausch aus. In diesem Zustand wird er daraufhin für einen Ertrunkenen gehalten, auf gefährliche Weise gerettet und hat am Ende doch noch Glück, denn seine Gattin kehrt reumütig in seine Arme zurück.

## Produktionsnotizen
Überflüssige Menschen passierte am 27. Oktober 1926 die Filmzensur und erhielt Jugendverbot. Die Uraufführung fand am 2. November 1926 im Berliner Capitol-Kino. Die Länge des Sechsakters betrug rund 1693 Meter. Nach dem Zweiten Weltkrieg lief der Film erstmals am 19. August 1979 im ZDF.
Der Film war nicht nur die erste Produktion der Berliner Prometheus-Film des kommunistischen Verlegers Willi Münzenberg, sondern zugleich die erste deutsch-sowjetische Gemeinschaftsproduktion.
Die Filmbauten entwarfen Andrej Andrejew und Stefan Lhotka.

## Kritiken
„Die erste deutsch-sowjetische Co-Produktion verarbeitete elf Novellen von Tschechow, teils werkgetreu, teils motivisch […] Eine idyllische Provinzfarce mit tragisch-anrührenden Akzenten, grotesken Übertreibungen und derber Komik, geprägt von versöhnlicher Menschlichkeit. Der lange Zeit verschollen geglaubte Film wurde 1978 im Auftrag des ZDF rekonstruiert und mit neuer Illustrationsmusik unterlegt, die in ihrer musikdramaturgischen Auffassung allzu nostalgisch geraten ist.“

„Wie Chagall in seinen märchenhaft verspielten Bildern, versuchte der Film ‚Überflüssige Menschen‘ die Beschauer in eine irrationale Traumwelt zu versetzen.“